# Mauritius International 2018
Die Mauritius International 2018 im Badminton fanden als offene internationale Meisterschaften von Mauritius vom 7. bis zum 10. Juni 2018 in Beau Bassin-Rose Hill statt.

## Austragungsort
- Stadium Badminton Rose Hill, National Badminton Centre, Duncan Taylor Street